# Herb Brzegu
Herb Brzegu – przedstawia w polu czerwonym trzy kotwice srebrne w roztrój, złączone wspólnym pierścieniem, zwrócone łukami żeleźców ku brzegom tarczy.

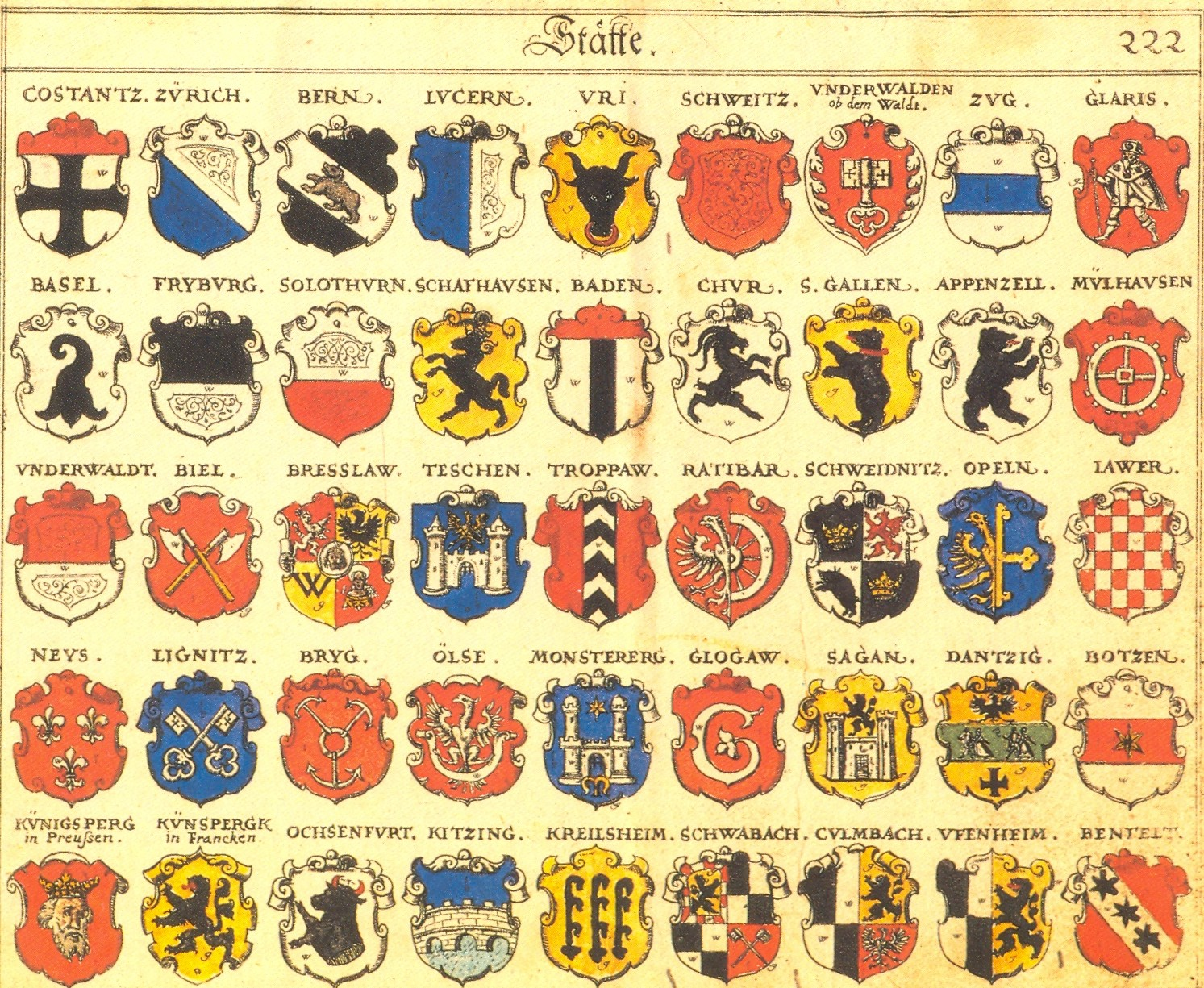
Herb Brzegu w herbarzu Johanna Siebmachera (trzeci z lewej w czwartym rzędzie)

## Symbolika i historia
Motyw herbowy jest znany od czasu założenia miasta (1248) z pieczęci miejskich oraz monet. Pojawia się również w potwierdzeniu przywileju lokacyjnego przez księcia wrocławskiego, Henryka III (1250) i pozostawał niezmienny na przestrzeni wieków. Podkreśla on znaczenie dla miasta i jego historii przystani na rzece Odrze, a także samo pochodzenie pierwszej łacińskiej nazwy miasta − Alta Ripa − łac. Wysoki Brzeg.

Herb Brzegu do roku 2012

Herb miejski miasta Brzeg ustanowiony został zgodnie z ustawą z dnia 21 grudnia 1978 r. o odznakach i mundurach, w wersji najbardziej aktualnej zatwierdzony statutem miasta z dnia 26 października 2012 r.
Poprzednia wersja graficzna obowiązywała od 28 marca 2008 i zawierała kilka błędów, w tym rozbieżność rysunku z najstarszą pieczęcią. Nowy wzór opracował pracownik Urzędu Miasta, historyk dr Andrzej Peszko.